# Medicarpina
La Medicarpina es un pterocarpano, un derivado de los isoflavonoides.

## Presencia natural
La Medicarpina se encuentra en Medicago truncatula y Swartzia madagascariensis. También se puede encontrar en el cultivo de células de Maackia amurensis.
La formación de nódulos de la raíz por Sinorhizobium meliloti depende aparentemente de la via flavonoide.

## Metabolismo
Pterocarpin sintasa tiene tres substratos : medicarpin, NADP+ y H2O, y 3 productos : vestitone, NADPH y H+.